# Wola Krzysztoporska (zniesiona osada)
Wola Krzysztoporska – zniesiona osada w Polsce, położona w województwie łódzkim, w powiecie piotrkowskim, w gminie Wola Krzysztoporska.
Nazwę zniesiono z 2025 r. W latach 1975–1998 miejscowość należała administracyjnie do województwa piotrkowskiego.